# العلاقات التشيلية الليتوانية
العلاقات التشيلية الليتوانية هي العلاقات الثنائية التي تجمع بين تشيلي وليتوانيا.

## مقارنة بين البلدين
هذه مقارنة عامة ومرجعية للدولتين:
| وجه المقارنة                                              | تشيلي                         | ليتوانيا                                                    |
| --------------------------------------------------------- | ----------------------------- | ----------------------------------------------------------- |
| المساحة (كم2)                                             | 756.10 ألف                    | 65.30 ألف                                                   |
| عدد السكان (نسمة)                                         | 17.37 مليون                   | 2.79 مليون                                                  |
| الكثافة السكانية (ن./كم²)                                 | 22.97                         | 42.73                                                       |
| العاصمة                                                   | سانتياغو                      | فيلنيوس، كاوناس                                             |
| اللغة الرسمية                                             | اللغة الإسبانية               | اللغة الليتوانية                                            |
| العملة                                                    | بيزو تشيلي، وحدة حساب تشيلية ‏ | ليتاس ليتواني، يورو                                         |
| الناتج المحلي الإجمالي (بليون دولار)                      | 277.08 مليار                  | 47.17 مليار                                                 |
| الناتج المحلي الإجمالي (تعادل القوة الشرائية) بليون دولار | 419.39 مليار                  | 84.06 مليار                                                 |
| الناتج المحلي الإجمالي الاسمي للفرد دولار أمريكي          | 13.42 ألف                     | 14.15 ألف                                                   |
| الناتج المحلي الإجمالي للفرد دولار أمريكي                 | 22.07 ألف                     | 27.69 ألف                                                   |
| مؤشر التنمية البشرية                                      | 0.832                         | 0.839                                                       |
| رمز المكالمات الدولي                                      | +56                           | +370                                                        |
| رمز الإنترنت                                              | .cl                           | .lt                                                         |
| المنطقة الزمنية                                           | 00، 00، 00، 00                | ت ع م+02:00، ت ع م+03:00، أوروبا/فيلنيوس ‏، توقيت شرق أوروبا |

## منظمات دولية مشتركة
يشترك البلدان في عضوية مجموعة من المنظمات الدولية، منها:
| علم المنظمة | اسم المنظمة                               | تاريخ انضمام تشيلي | تاريخ انضمام ليتوانيا |
| ----------- | ----------------------------------------- | ------------------ | --------------------- |
|             | وكالة ضمان الاستثمار متعدد الأطراف        | 12 أبريل 1988      | 8 يونيو 1993          |
|             | منظمة التعاون الاقتصادي والتنمية          | ?                  | 5 يوليو 2018          |
|             | منظمة الشرطة الجنائية الدولية             | ?                  | ?                     |
|             | منظمة حظر الأسلحة الكيميائية              | ?                  | ?                     |
|             | منظمة التجارة العالمية                    | ?                  | ?                     |
|             | الأمم المتحدة                             | 24 أكتوبر 1945     | 17 سبتمبر 1991        |
|             | مؤسسة التمويل الدولية                     | 15 أبريل 1957      | 15 يناير 1993         |
|             | يونسكو                                    | 7 يوليو 1953       | 7 أكتوبر 1991         |
|             | مؤسسة التنمية الدولية                     | 30 ديسمبر 1960     | 23 سبتمبر 2011        |
|             | البنك الدولي للإنشاء والتعمير             | 31 ديسمبر 1945     | 6 يوليو 1992          |
|             | المركز الدولي لتسوية المنازعات الاستشارية | 24 أكتوبر 1991     | 5 أغسطس 1992          |
|             | الاتحاد البريدي العالمي                   | ?                  | ?                     |
|             | الاتحاد الدولي للاتصالات                  | 1908               | 1 يوليو 1923          |

## وصلات خارجية
- موقع وزارة الخارجية التشيلية
- موقع وزارة الخارجية الليتوانية